# ملتويات ضخمة
ملتويات ضخمة أو لولبيات ضخمة أو رتبة سبايروبوليدا ذوات الألف رجل (الاسم العلمي: Spirobolida)، رتبة من ألفية الأرجل "سلسليات الظهر" تحتوي على ما يقرب من 500 نوع ضمن 12 فصيلة. تتميز أعضائها بوجود "خيط واضح يمتد" عموديًا أسفل مقدمة الرأس ". تعيش معظم أنواعه في المناطق المدارية، والعديد منها ذات ألوان زاهية.